# Arròs negre

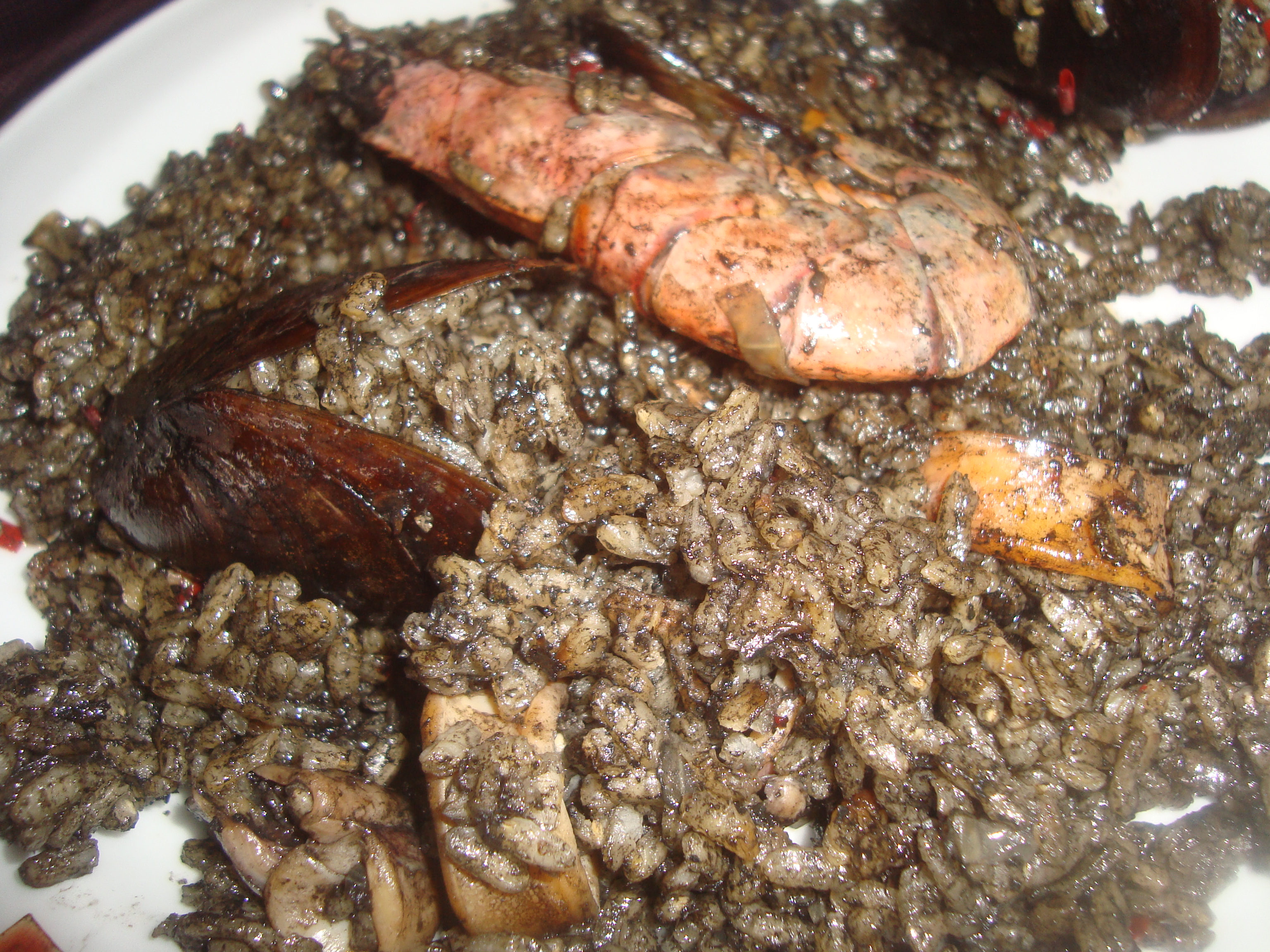
Arròs Negre

Arròs Negre (phát âm tiếng Valencia: [arɔz neɣɾe], tiếng Tây Ban Nha: arroz đen). Là một món ăn Valencia và Catalan làm với mực ống (hoặc mực nang) và gạo, hơi giống paella hải sản. Một số nhầm gọi nó là paella negra ("paella đen" trong tiếng Tây Ban Nha), tuy nhiên theo truyền thống không được gọi là một paella mặc dù nó được chuẩn bị theo cách tương tự. Negre Arròs không nên nhầm lẫn với nếp cẩm, tên chung của một số giống gạo gia truyền rằng có một màu sắc sẫm tự nhiên.